# Neodiplothele fluminensis
Neodiplothele fluminensis là một loài nhện trong họ Barychelidae. Loài này phân bố ờ Brasil.